# 莱博尔德
莱博尔德（法語：Les Bordes，法語發音：[le bɔʁd]）是法国卢瓦雷省的一个市镇，位于该省中南部，卢瓦尔河右岸，属于奥尔良区。

## 地理
莱博尔德（47°48'45"N, 2°24'8"E）面积24.02 平方千米，位于法国中央-卢瓦尔河谷大区卢瓦雷省，该省份为法国中北部省份，北起埃松省，西北接厄尔-卢瓦省，西南接卢瓦-谢尔省，南至涅夫勒省和谢尔省，东临约讷省，东北接塞纳-马恩省。
与莱博尔德接壤的市镇（或旧市镇、城区）包括：博内、洛里斯、蒙特罗、卢瓦尔河畔乌祖埃、布赖-圣艾尼昂。
莱博尔德的时区为UTC+01:00、UTC+02:00（夏令时）。

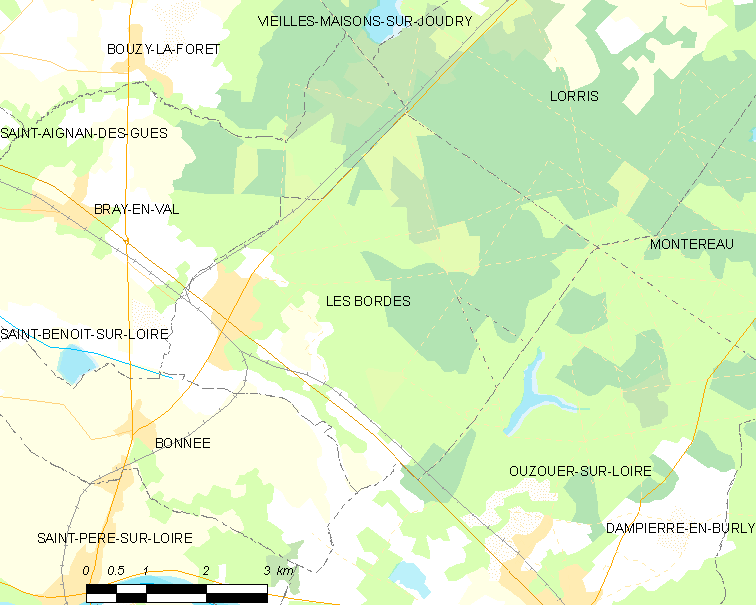
莱博尔德的OSM定位图

## 行政
莱博尔德的邮政编码为45460，INSEE市镇编码为45042。

## 政治
莱博尔德所属的省级选区为卢瓦尔河畔叙利县。

## 交通
卢瓦雷省省道D952线和D961线在莱博尔德交汇。卢瓦雷省城际客运巴士3号线连接省会奥尔良和东部城市蒙塔日。

## 人口

1962-2008年间莱博尔德人口变化图示

莱博尔德于2022年1月1日时的人口数量为1846人。